# Smolice (województwo wielkopolskie)

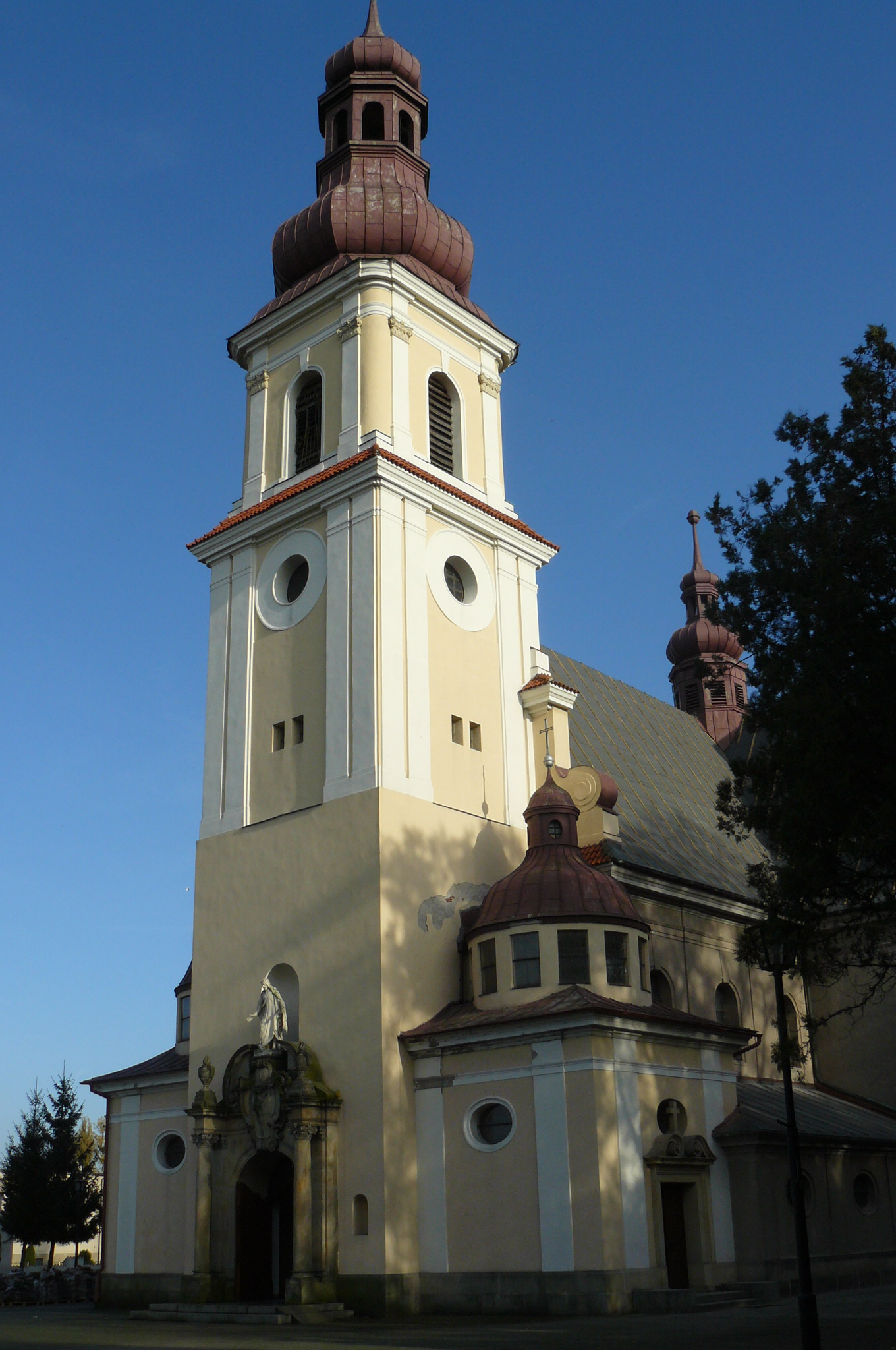
Neobarokowy kościół parafialny

Smolice – wieś w Polsce położona w województwie wielkopolskim, w powiecie krotoszyńskim, w gminie Kobylin.
Smolice są położone około 5 km na zachód od Kobylina, około 23 km na zachód od Krotoszyna i około 45 km na zachód od Ostrowa, przy drodze krajowej Ostrów-Lubin i nieczynnej linii kolejowej Kobylin-Rawicz.

## Historia
Smolice należą do najstarszych osad w powiecie. We wczesnym średniowieczu była to wieś leśna, w której wytapiano smołę i prawdopodobnie stąd też pochodzi nazwa tej miejscowości.
Pierwsza wzmianka historyczna o Smolicach pochodzi z 1233 roku. W roku tym Henryk Brodaty – książę wrocławski, krakowski i wielkopolski – nadaje dobra, a wśród nich Smolice, Hugonowi z rodu Łodziów. Następnym dziedzicem Smolic jest Przedpełko – drugi syn Hugona. W roku 1243 Opactwo Benedyktynów w Lubiniu otrzymuje od biskupa poznańskiego Boguchwała prawo pobierania dziesięciny ze Smolic. Wtedy też prawdopodobnie zbudowano pierwszy kościół. Pierwsza wzmianka o parafii pochodzi sprzed 1410 roku, a plebanem był prawdopodobnie Jakub.
W XV wieku właścicielami Smolic byli Sokołowscy z Ponieca i Jutrosina oraz Łodzie Bnińscy albo Smoliccy. Następni właściciele wsi to: Siedleccy, Konarzewscy, Siewierscy. Około 1618 roku Smolice przechodzą w ręce Rogalińskich. Następnym właścicielem Smolic został Antoni Umiński, zięć Romana Rogalińskiego. Tak więc od 1746 roku Smolice stają się własnością rodziny Umińskich, których ostatnim właścicielem był generał Jan Nepomucen Umiński. Przebywał on w Smolicach i Czeluścinie w latach 1816–1826. Rodzina ta założyła w Smolicach piękny park krajobrazowy obejmujący obszar prawie 18 ha (podobny do zakładanych później parków angielskich), który po dzisiejszy dzień jest cennym dobrem kultury narodowej – wpisanym do rejestru zabytków wraz z zespołem pałacowym. Po upadku powstania listopadowego generał emigruje z kraju, a jego majątek w 1836 roku zostaje przejęty przez państwo pruskie. Na krótko właścicielem Smolic zostaje baron Wilamowitz.
W okresie Wielkiego Księstwa Poznańskiego (1815-1848) miejscowość należała do wsi większych w ówczesnym pruskim powiecie Kröben (krobskim) w rejencji poznańskiej. Smolice należały do okręgu jutroszyńskiego tego powiatu i stanowiły odrębny majątek, którego właścicielem był wówczas (lata 40. XIX w.) Wilanowski. Według spisu urzędowego z 1837 roku wieś liczyła 485 mieszkańców, którzy zamieszkiwali 39 dymów (domostw). W skład prywatnego majątku Smolice wchodziły wówczas także: wieś Liście (4 domy, 22 osoby), folwark Ochłoda (4 domy, 22 osoby), karczma Zabawa (6 osób w jednym domu) oraz folwark Zdzientawy (8 domów, 74 osoby).

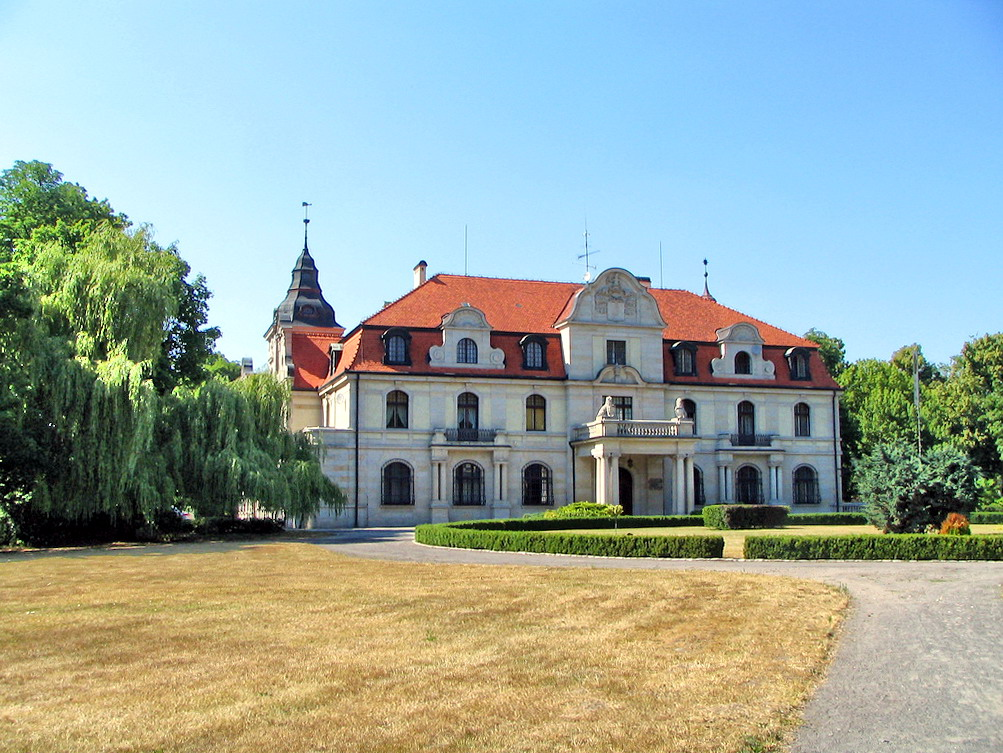
Barokowy pałac

W 1841 roku Smolice nabył hrabia Aleksander Mielżyński. W 1860 roku nowym właścicielem został Erazm Stablewski. Jego syn Władysław sprzedał swoje majątki Samsonowi Wollerowi w 1875 roku. Po jego śmierci w 1900 roku majątek dziedziczą jego dwie córki – Helena i Otylia. Rok później nastąpił podział spuścizny. Córka Helena odziedziczyła Smolice, Raszewy, Wilkonice, Krzekotowice, Płaczkowo, Czeluścin (razem 7337 mórg ziemi i 1367 mórg lasu). Córka Otylia otrzymała Dłoń, Kołaczkowice, Melanowo i Piaski (5664 mórg ziemi i 276 mórg lasu). W XIX w. w Smolicach znajdowała się karczma o nazwie Zabawa.
Spis ludności z 1910 roku informuje, jakoby wieś Smolice liczyła 1023 mieszkańców, a w okolicy mieszkało dodatkowo 295 mieszkańców.
Helena wyszła za mąż za hrabiego Leopolda Zieten z Nysy. W tym czasie trwała rozbudowa pałacu oraz budowa nowego kościoła neobarokowego z plebanią i organistówką. Zakończenie prac budowlanych nastąpiło w roku 1910. Hrabia zmarł w 1930 roku, trumna z jego ciałem znajduje się w krypcie kościoła Smolickiego. Z racji swego żydowskiego pochodzenia, w 1940 hrabina wraz ze swą siostrą opuściła Smolice, by szukać schronienia przed hitlerowskimi prześladowcami. Zmarła w Berlinie 1 marca 1949 roku, a urnę z jej prochami złożono w krypcie pod kościołem 17 kwietnia 1975 roku.
Wojska radzieckie wkroczyły do Smolic 20 stycznia 1945 roku. 31 stycznia 1945 roku majątek przejęty został przez Państwowe Nieruchomości Ziemskie. W półtora roku później, 22 czerwca 1946 roku, przejęły go Państwowe Zakłady Hodowli Roślin Rejon Zachodni z siedzibą w Poznaniu, aby od 1 kwietnia 1951 roku gospodarzem Smolic został Instytut Hodowli i Aklimatyzacji Roślin w Radzikowie tworząc stację hodowlano – badawczą przekształconą w Zakład Doświadczalny w 1956 roku. Siedzibą Zakładu stał się sam pałac wraz z przylegającym parkiem, budynki gospodarcze i pola należące do majątku hrabiego i hrabiny von Zieten.
W latach 1975–1998 miejscowość położona była w województwie leszczyńskim.

## Zabytki
- Pałac w Smolicach neobarokowy, z wysuniętym podjazdem, ze zwieńczeniem przyozdobionym herbem rodowym.
- Park krajobrazowy, zamknięty ozdobną, kutą, żelazną bramą, bogaty drzewostan (między innymi buki czerwone i płaczące, sosny bałkańskie, liczne odmiany klonów).
- Kościół parafialny, neobarokowy ufundowany w 1909 roku przez Hrabinę Helenę Zieten, długość 45 metrów, szerokość 22 metry, projekt wykonali architekci Gaze i Bottcher z Wrocławia.
  - Obraz Matka Boska Pocieszenia z roku 1661.

## Przyroda
- Obszar Chronionego Krajobrazu Dąbrowy Krotoszyńskie i Baszków Rochy.

## Ludzie
Ze Smolicami związani byli:
- generał Jan Nepomucen Umiński,
- rzeźbiarz ludowy Franciszek Nowak,
- teatrolog Józef Szczublewski,
- działacz, polityk Stanisław Wachowiak.
- procesualista, Prof. UMK dr hab. Arkadiusz Lach[7]
- Marynarz Keiserliche Marine na okręcie "S.M.S. Goeben", członek Straży Ludowej Powstania Wielkopolskiego, powstaniec wielkopolski z IV Kompanii Marynarzy kpt. Adama Białoszyńskiego  Ignacy Woźniak[8]